# 波动性不对称
波动性不对称是指動物出現的某種程度的不對稱现象。一般來講，如果一個人越接近完美左右對稱，他就越健康，說明這個人遺傳質素高，而且他的跳舞能力就會越高。 人身上有許多波动性不对称的例子，例如兩側的眼、耳朵、手腕、乳房、大腿都有可能不對稱。